# محمد ایاز نیازی
محمد ایاز نیازی (زاده ۱۳۴۳ – درگذشته ۱۳۹۹) دانشمند و روحانی مشهور اهل افغانستان بود. وی به موضوع‌گیری‌هایش علیه جریان‌های افراطی و گروه‌های تندرو شهرت داشت.

## آغاز زندگی
محمد ایاز نیازی در سال ۱۳۴۳ خورشیدی در ولسوالی یمگان در بدخشان بدنیا آمد. او پس از پایان دورهٔ مدرسه ابتدائیه در زادگاه خود برای فراگیری علوم اسلامی، راهی پاکستان شد و در دارالعلوم مرکزی دارالقراء پیشاور در بخش علوم شرعی و قرائت درس خواند.
او بعد راهی دانشگاه الازهر مصر شد و در آنجا در بخش اقتصاد اسلامی تحصیل کرد. او ماستری (فوق لیسانس) خود را در بخش اقتصاد اسلامی از همین دانشگاه بدست آورد و سپس در بخش روابط بین‌المللی از دیدگاه فقه اسلامی، سند دکترا گرفت.

## فعالیت‌ها
او بعد از اتمام دوره تحصیلات عالی از مصر به افغانستان برگشت و مدت هفت سال استاد دانشکده شرعیات دانشگاه کابل بود. او بر علاوه تدریس در دانشگاه خطیب مسجد جامع وزیر اکبر خان، مهمترین مسجد از نظر جایگاه مذهبی - سیاسی در میان مساجد افغانستان نیز بود.
ایاز نیازی، از جمله چهره‌های مذهبی بود که از حملات داعش انتقاد می‌کرد و در عین حال حضور و حملات نیروهای خارجی بر مواضع ملکی (غیرنظامی) را در خطابه‌های خود به باد انتقاد می‌گرفت.

## ترور
نیازی شام روز سه شنبه ۱۳ جوزا ۱۳۹۹ در پی انفجاری که در مسجد وزیر اکبر خان رخداد زخمی شد.

دقایقی بعد سخنگوی وزارت داخله افغانستان اعلان کرد «مولوی ایاز نیازی که در انفجار شام امروز مجروح گردیده بود، دقایق قبل به شهادت رسید».

## واکنش‌ها به ترور ایاز نیازی
ترور ایاز نیازی واکنش‌های داخلی و خارجی زیادی را به همراه داشت.
اشرف غنی، رئیس‌جمهوری افغانستان، فردای روز حادثه، ۱۴جوزا/ خرداد به بیمارستان محمد داوودخان رفت و به پیکر آقای نیازی ادای احترام کرد. او همچنین هیاتی شش نفره را برای بررسی این حادثه تعیین کرد.

او این حمله را «تروریستی» خواند و گفت: «موصوف در اثر حمله شوم کسانی که نه از احکام دین مبین اسلام آگاهی دارند و نه عرف و دستور جامعه و حقوق افراد را می‌دانند، به شهادت رسید.»

طالبان نیز حمله را محکوم کرده ترور ایاز نیازی را جنایت بزرگ خواندند.

اما امرالله صالح معاون اول رئیس‌جمهوری افغانستان طالبان را مسوول انفجار مسجد وزیر اکبر خان دانست و گفت: «طالب‌ها نمی‌توانند با نوشتن دو جمله خود را از این جنایت و ترور برائت دهند» او در ادامه گفت طالبان در پی انتحار علیه شخصیت‌های قومی سیاسی و علمی کشور اند.

معاون دوم ریاست جمهوری افغانستان، نیز گفت داکتر نیازی هیچ گناهی جز تفکر وسطیت و اعتدال‌گرایی نداشت و تنها مخالف افراطیت و کشتار مردم مسلمان به وسیله ترور و اقدامات ضد بشری بود. به گفتهٔ او، آقای نیازی قربانی تفکر روشن و اسلامی خود شد.
حامد کرزی، رئیس‌جمهوری پیشین افغانستان، نیز درگذشت آقای نیازی را «ضایعه بزرگ و جبران ناپذیر» خوانده و از مرگ او ابراز تاسف کرد.

عبدالله عبدالله، رئیس شورای عالی مصالحه ملی افغانستان نیز ترور آقای نیازی را محکوم کرده و در فیسبوک‌اش نوشت که: «او همواره بر صلح، ثبات و پایان جنگ و خونریزی در کشور تاکید می‌ورزید.»

## واکنش‌های خارجی به ترور ایاز نیازی
سفیر آمریکا در افغانستان نیز این حمله را محکوم کرده و ضمن ابراز همدردی با خانواده آقای نیازی گفته که "مسجد محل عبادت و عشق به خدا است، نه خشونت و مرگ!"

سخنگوی وزارت خارجه ایران نیز حمله را تررویستی خواند و اقدام تروریستی گروه‌های تکفیری که منجر به کشته شدن دکتر محمد ایاز نیازی، به شدت محکوم کرده و با خانواده نیازی مرحوم و دولت و ملت افغانستان ابراز همدردی کرد.

## اتهام به دولت
بعد از ترور نیازی اتهام‌های مبنی بر قتل سازمان یافته علمای معتدل توسط دولت و ریاست عمومی امنیت ملی افغانستان منتشر شد.

چندی قبل نیز شخصی مشهور به حسیب قوای مرکز از کارمندان سابق امنیت ملی ادعاکرد که ریاست امنیت ملی در قتل‌های هدفمند دست دارد او گفت ریاست امنیت ملی لیستی از علما و منتفدین را به او داده و پیشنهاد بیست لک افغانی در بدل کشتن هر یک از آنان را کرده‌است او با نام بردن از حنیف اتمر و چندیدن شخصیت مطرح فعال در عرصه امنیت ملی آنها را متهم به ترور علما و منتفذین افغانستان کرد.

وزارت داخله افغانستان اعلام کرد حسیب قوای مرکز تحت تعقیب است.